# Корейський націоналізм

Прапор Кореї. Вважається головним символом Корейського Націоналізму.

Корейський націоналізм — націоналізм корейського
народу. У корейському контексті це поняття включає в себе різні рухи
протягом всієї історії для підтримки корейської культурної
ідентичності, історії та етнічної приналежності.

## Історія
Історично склалося, що головними цілями націоналістичного руху в Кореї
були просування і захист древньої корейської культури та національної
ідентичності від іноземного впливу, а також зміцнення незалежницького
руху у часи колоніальної Кореї.  Для того,
щоб отримати політичну і культурну автономію, Корея мусила спершу
позбутися культурної залежності. З цієї причини націоналістичний рух
домагався відновлення та збереження традиційної культури Кореї.
Селянський рух Донґхак (Тонхак) (досл. «Східне вчення»), який
почався в 1870-х років, можна розглядати як ранню форму корейського
націоналістичного руху опору проти іноземного впливу. На зміну йому з часом прийшов
рух «Праведна Армія», а згодом — серія корейських рухів опору, які
зумовили, зокрема, сучасне існування двох корейських держав.